# Kyrkovalet i Svenska kyrkan 2013
Kyrkovalet i Svenska kyrkan 2013 var ett val i Svenska kyrkan som genomfördes den 15 september 2013.
I kyrkovalet får alla som är medlemmar i Svenska kyrkan rösta såvida de, senast på valdagen, fyllt 16 år. I kyrkovalet röstar man på nomineringsgrupper. Valet gäller vilka som ska styra Svenska kyrkan lokalt (församling och kyrklig samfällighet), regionalt (stift) och på nationell nivå (kyrkomötet).

## Kyrkomötesvalet

Mandatfördelning efter valet; nomineringsgrupperna ordnade i block.

Närmare 700 000 människor röstade och valdeltagandet i kyrkomötesvalet steg från 11,9 procent (2009 års val) till 12,8 procent.
En nyhet i 2013 års val var att 2 av kyrkomötets 251 medlemmar skulle utses av utlandsförsamlingarna i indirekta val, genom deras kyrkoråd.

### De direkta valen

#### Nomineringsgrupper[3]
- Arbetarepartiet Socialdemokraterna
- Borgerligt alternativ
- Centerpartiet
- Frimodig kyrka
- Fria liberaler i Svenska kyrkan
- Kristdemokrater i Svenska kyrkan
- Kyrklig samverkan i Visby stift
- Miljöpartister i Svenska kyrkan
- Partipolitiskt obundna i Svenska kyrkan
- SPI Seniorpartiet
- Skanör Falsterbo Kyrkans Väl
- Sverigedemokraterna
- Vänstern i Svenska Kyrkan
- Öppen kyrka – en kyrka för alla

#### Resultat[4]
| Parti           | Parti                                   | Röster  | Röster | Röster               | Mandatfördelning | Mandatfördelning |
| Parti           | Parti                                   | Antal   | %      | Förändr. (proc.enh.) | Antal            | Förändr.         |
| --------------- | --------------------------------------- | ------- | ------ | -------------------- | ---------------- | ---------------- |
|                 | Arbetarepartiet Socialdemokraterna      | 199 588 | 29,37  | +1,05                | 73               | +2               |
|                 | Partipolitiskt obundna i Svenska kyrkan | 103 665 | 15,26  | +2,10                | 38               | +5               |
|                 | Borgerligt alternativ                   | 85 386  | 12,57  | −3,61                | 31               | −10A             |
|                 | Centerpartiet                           | 80 841  | 11,90  | −1,88                | 30               | −4               |
|                 | Sverigedemokraterna                     | 40 571  | 5,97   | +3,11                | 15               | +8               |
|                 | Kristdemokrater i Svenska kyrkan        | 32 319  | 4,76   | −2,23                | 12               | −6               |
|                 | Frimodig kyrka                          | 32 313  | 4,76   | −0,32                | 12               | −1               |
|                 | Miljöpartister i Svenska kyrkan         | 31 880  | 4,69   | +1,53                | 12               | +4               |
|                 | Öppen kyrka – en kyrka för alla         | 31 479  | 4,63   | +1,35                | 11               | +3               |
|                 | Fria liberaler i Svenska kyrkan         | 22 350  | 3,29   | −1,97                | 8                | −5B              |
|                 | Vänstern i Svenska Kyrkan               | 16 057  | 2,36   | +1,11                | 6                | +3               |
|                 | Kyrklig samverkan i Visby stift         | 1 239   | 0,18   | +0,01                | 1                | ±0               |
|                 | Skanör Falsterbo Kyrkans Väl            | 331     | 0,05   | −0,03                | 0                | ±0               |
|                 | SPI Seniorpartiet                       | 1 505   | 0,22   | −0,22                | 0                | −1               |
| Giltiga röster  | Giltiga röster                          | 679 524 | Summa  | Summa                | 249              | −2               |
| Ogiltiga röster | Ogiltiga röster                         | 16 310  |        |                      |                  |                  |
| Summa           | Summa                                   | 695 834 |        |                      |                  |                  |

A Förändring jämfört med Moderata samlingspartiet (M). Sedan 2013 ställer organisationen Borgerligt alternativ (BA) upp kandidater i stället för partiet.
B Förändring jämfört med Folkpartister i Svenska kyrkan (FiSK). År 2012 bytte nätverket namn till Fria liberaler i Svenska kyrkan.

### Valet i utlandsförsamlingarna
För att få rösta i de indirekta valen som tillsatte två mandat till kyrkomötet krävdes det:
- att man var ledamot i en utlandsförsamlings kyrkoråd,
- att man var medlem i Svenska kyrkan,
- att man inte hade rösträtt i de direkta valen till kyrkomötet.

Valbara var de medlemmar som var valbara i en utlandsförsamling.

#### Resultat
Valda ledamöter och ersättare (efter invalsordning):
1. Maj-Lis Aasa, ledamot
2. Anette Nordgren, ledamot
3. Åke Marcusson, ersättare
4. Lena Borgensten, ersättare
5. Mikael Jönsson, ersättare